# Lucas Janszoon Waghenaer

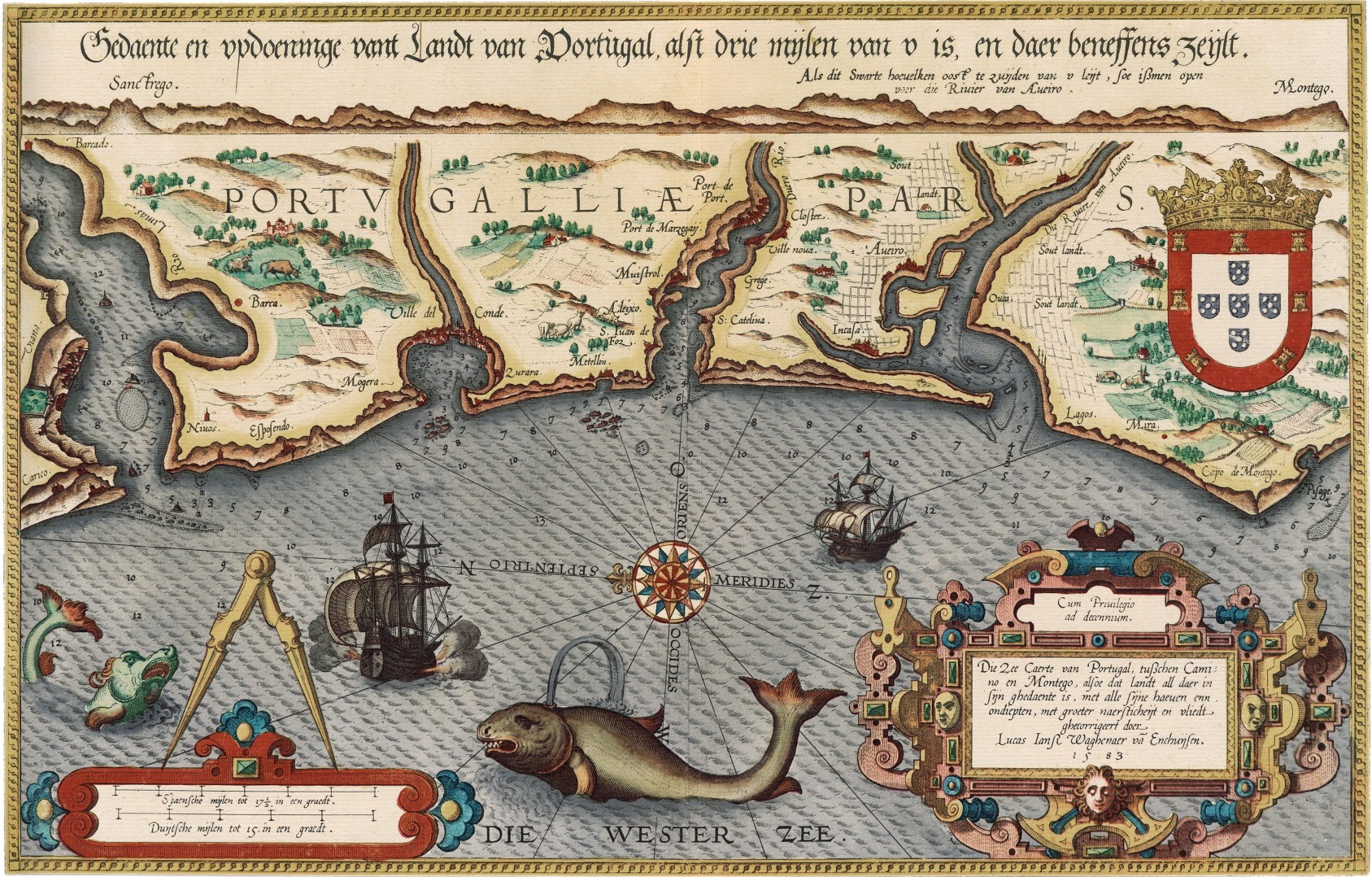
"Zee Caerte van Portugal" (1584)

Lucas Janszoon Waghenaer (c. 1534–c. 1606) va ser un cartògraf neerlandès i una figura notable de l'edat d'or de la cartografia flamenca, conegut per les seves contribucions pioneres sobre el tema de la cartografia nàutica.
Waghenaer és un dels pares fundadors i membres més famosos de l'escola d'Holanda del Nord, que va tenir un paper important en el desenvolupament primerenc de la cartografia nàutica holandesa. Entre 1550 i 1579, Waghenaer va navegar pels mars com a oficial en cap. Durant aquests anys va haver d'estar en contacte amb els navegants de la península ibèrica. El coneixement de les cartes marítimes i de les instruccions de navegació que va obtenir Waghenaer a partir d'aquests contactes van influir en la seva obra posterior. Després de la seva carrera marinera, va treballar al port d'Enkhuizen, com a cobrador de taxes marítimes.
La seva primera publicació, Spieghel der zeevaerdt ("el mirall de Mariner") va aparèixer el 1584. Aquest llibre de mapes combinava un atles de cartes nàutiques i indicacions de navegació amb instruccions per a la navegació per les aigües costaneres d'Europa i del nord-oest d'Europa. Va ser el primer d'aquest tipus en la història de la cartografia nàutica, i va tenir un èxit immediat. Una segona part va ser publicada l'any següent i va ser reeditada diverses vegades i traduïda a l'anglès, l'alemany, el llatí i el francès. El 1592 es va publicar el seu segon llibre pilot, Thresoor der zeevaert ("Tresor de la navegació"). La seva tercera i última publicació, Enchuyser zeecaertboeck ("Enkhuizen sea-chart-book"), va ser publicada el 1598.
Va morir al voltant de 1606, a Enkhuizen i en aparent pobresa, acceptant les autoritats municipals a estendre la seva pensió un any més per a la seva vídua.